# Eudorella groenlandica
Eudorella groenlandica is een zeekommasoort uit de familie van de Leuconidae. De wetenschappelijke naam van de soort is voor het eerst geldig gepubliceerd in 1926 door Zimmer.